# Шорт-трек на зимней Универсиаде 2019
Шорт-трек на зимней Универсиаде 2019 — соревнования по Шорт-треку в рамках зимней Универсиады 2019 года прошли с 4 марта по 6 марта в российском городе Красноярск, на территории многофункционального комплекса «Арена Север». Были разыграны 8 комплектов наград.

## История
Соревнования по Шорт-треку на Универсиадах постоянно проводятся с 1985 года. Это вид программы является обязательным для зимних Универсиад.
На прошлой Универсиаде в Казахстане здорово отличились спортсмены студенты из Южной Кореи. В общей сложности они завоевали шесть золотых, три серебряных и одну бронзовую медаль. Спортсмены Китая смогли добыть две медали высшего достоинства. Неплохо выступили представители Казахстанской команды, у них 1 серебряная и пять бронзовых наград. Российская сборная добилась только серебра в мужской эстафете.
Программа настоящих игр по сравнению с предыдущими не изменилась, были также разыграны восемь комплектов наград. Все дисциплины повторяют программу прошлой Универсиады. Личное первенство и мужчины и женщины разыграли на дистанциях 500, 1000 и 1500 метров. Также прошли женская (3000 метров или 27 кругов) и мужская (5000 метров или 45 кругов) эстафеты.

## Правила участия
В соответствии с Положением FISU, конькобежцы должны соответствовать следующим требованиям для участия во Всемирной универсиаде (статья 5.2.1):
- До соревнований допускаются студенты обучающиеся в настоящее время в высших учебных заведениях, либо окончившие ВУЗ не более года назад.
- Все спортсмены должны быть гражданами страны, которую они представляют.
- Участники должны быть старше 17-ти лет, но младше 28-ми лет на 1 января 2019 года (то есть допускаются только спортсмены родившиеся между 1 января 1991 года и 31 декабря 2001 года).

Все виды программы проводятся и судятся по международным правилам проведения соревнований по шорт-треку.

## Календарь
| ЦО | Церемония открытия | ● | Квалификации | 2 | Финалы соревнований | ЦЗ | Церемония закрытия |

| Март      | 01 Пт | 02 Сб | 03 Вс | 04 Пн | 05 Вт | 06 Ср | 07 Чт | 08 Пт | 09 Сб | 10 Вс | 11 Пн | 12 Вт | Соревнования |
| --------- | ----- | ----- | ----- | ----- | ----- | ----- | ----- | ----- | ----- | ----- | ----- | ----- | ------------ |
| Шорт-трек | ЦО    |       |       | 2     | 2     | 4     |       |       |       |       |       | ЦЗ    | 8            |

## Результаты

### Мужчины
| Дисциплина           | Золото                                          | Золото   | Серебро                                                       | Серебро  | Бронза                                                              | Бронза   |
| -------------------- | ----------------------------------------------- | -------- | ------------------------------------------------------------- | -------- | ------------------------------------------------------------------- | -------- |
| 500 метров Протокол  | Пак Чжи Вон                                     | 40.927   | Ким Ён Джин                                                   | 41.015   | Константин Ивлиев                                                   | 41.149   |
| 1000 метров Протокол | Хо Гён Хван                                     | 1:43.727 | Ким Ён Джин                                                   | 1:43.745 | Пак Чжи Вон                                                         | 1:43.837 |
| 1500 метров Протокол | Ан Кай                                          | 2:34.350 | Квентин Феркок                                                | 2:35.460 | Киити Сигэхиро                                                      | 2:36.058 |
| Эстафета Протокол    | Хо Гён Хван Ли Сунг Хун Ким Ён Джин Пак Чжи Вон | 6:50.062 | Артём Денисов Даниил Ейбог Константин Ивлиев Сергей Милованов | 6:53.940 | Нуртилек Кажгали Денис Никиша Еркебулан Шамуханов Мерсаид Жаксыбаев | 7:01.344 |

### Женщины
| Дисциплина           | Золото                                                                 | Золото   | Серебро                                                             | Серебро  | Бронза                                                         | Бронза   |
| -------------------- | ---------------------------------------------------------------------- | -------- | ------------------------------------------------------------------- | -------- | -------------------------------------------------------------- | -------- |
| 500 метров Протокол  | Орели Монвуазен                                                        | 43.919   | Екатерина Ефременкова                                               | 44.087   | Пак Чи Юн                                                      | 44.813   |
| 1000 метров Протокол | Ким А Ран                                                              | 1:32.100 | Орели Монвуазен                                                     | 1:32.155 | Екатерина Ефременкова                                          | 1:32.173 |
| 1500 метров Протокол | Ким А Ран                                                              | 2:38.363 | Орели Монвуазен                                                     | 2:38.426 | Екатерина Ефременкова                                          | 2:38.581 |
| Эстафета Протокол    | Екатерина Ефременкова Эмина Малагич Софья Просвирнова Евгения Захарова | 4:14.105 | Юна Койке Саэми Танака Хикари Танимото Мивако Ямаура Хинако Мацуяма | 4:18.869 | Алия Амиргалиева Кадиша Бахиткереева Яна Хан Алена Волковицкая | 4:27.719 |

## Медальный зачёт в шорт-треке
| Место | Страна    | Золото | Серебро | Бронза | Всего |
| ----- | --------- | ------ | ------- | ------ | ----- |
| 1     | Корея     | 5      | 2       | 2      | 9     |
| 2     | Франция   | 1      | 3       | 0      | 4     |
| 3     | Россия    | 1      | 2       | 3      | 6     |
| 4     | Китай     | 1      | 0       | 0      | 1     |
| 5     | Япония    | 0      | 1       | 1      | 2     |
| 6     | Казахстан | 0      | 0       | 2      | 2     |
| Всего | Всего     | 8      | 8       | 8      | 24    |